# Collegio elettorale di Palermo Centro
Il collegio di Palermo Centro fu un collegio elettorale uninominale della Repubblica Italiana per l'elezione del Senato della Repubblica. Apparteneva alla circoscrizione Sicilia e fu utilizzato per eleggere un senatore nella XII, XIII e XIV legislatura.
Venne istituito nel 1993 con la cosiddetta Legge Mattarella (Legge n. 276, Norme per l'elezione del Senato della Repubblica), attuata in seguito al referendum abrogativo del 1993. La legge istituì per la Camera dei deputati e per il Senato della Repubblica un sistema di elezione misto, in parte maggioritario e in parte proporzionale. Il 75% dei parlamentari dell'assemblea veniva eletto in collegi uninominali tramite sistema maggioritario a turno unico; il restante 25% al Senato veniva eletto tramite recupero proporzionale dei più votati non eletti attraverso un meccanismo di calcolo denominato "scorporo", cioè sottraendo dal conteggio dei voti totali di una lista nella parte proporzionale i voti ottenuti dai candidati collegati alla medesima lista che erano eletti nei collegi uninominali con il sistema maggioritario.
Il collegio venne abolito insieme a tutti gli altri che costituivano il Senato con la promulgazione della legge elettorale successiva, la cosiddetta Legge Calderoli. Questa prevedeva un sistema proporzionale con premio di maggioranza, che al Senato veniva attribuito a livello regionale.

## Territorio
Il collegio di Palermo Centro era uno dei 20 collegi uninominali in cui era suddivisa la Sicilia e, come previsto dal D.Lgs. del 20 dicembre 1993 n. 535, era interamente compreso nella provincia di Palermo e comprendeva parte del comune di Palermo, in particolare i quartieri di Tribunali-Castellammare, Palazzo Reale-Monte di Pietà, Zisa, Noce, Malaspina-Palagonia, Libertà, Politeama, Altarello e Uditore-Passo di Rigano. 

## Eletti
| Elezione | Elezione                 | Senatore                  | Partito                    |
| -------- | ------------------------ | ------------------------- | -------------------------- |
|          | 1994                     | Saverio Salvatore Porcari | Polo del Buon Governo (AN) |
| 1996     | Polo per le Libertà (AN) | Saverio Salvatore Porcari |                            |
|          | 2001                     | Carlo Vizzini             | Casa delle Libertà (FI)    |

## Dati elettorali

### XII legislatura
|                               | Saverio Salvatore Porcari ✔️ Eletto | Polo del Buon Governo       | 51 315  | 42,10 |  |  |  |  |  |
|                               | Carmine Mancuso ✔️ Eletto           | Progressisti                | 43 218  | 35,45 |  |  |  |  |  |
|                               | Vito Riggio                         | Patto per l'Italia          | 22 980  | 18,85 |  |  |  |  |  |
|                               | Marcello Sajeva                     | Partito Socialista Italiano | 2 021   | 1,66  |  |  |  |  |  |
|                               | Salvatore Raneli                    | Liberi Forti Uniti          | 1 230   | 1,01  |  |  |  |  |  |
|                               | Antonino Pennisi                    | Vespri Siciliani            | 1 133   | 0,93  |  |  |  |  |  |
| Totale                        | Totale                              | Totale                      | 121 897 | 100   |  |  |  |  |  |
|                               |                                     |                             |         |       |  |  |  |  |  |
| Voti non validi               | Voti non validi                     | Voti non validi             | 12 083  | 9,02  |  |  |  |  |  |
| Votanti                       | Votanti                             | Votanti                     | 133 980 | 75,25 |  |  |  |  |  |
| Elettori                      | Elettori                            | Elettori                    | 178 041 |       |  |  |  |  |  |
|                               |                                     |                             |         |       |  |  |  |  |  |
| Data: 27-28 marzo 1994        |                                     |                             |         |       |  |  |  |  |  |
| Fonte: Ministero dell'interno |                                     |                             |         |       |  |  |  |  |  |

### XIII legislatura
|                               | Saverio Salvatore Porcari ✔️ Eletto | Polo per le Libertà                      | 55 684  | 47,60 |  |  |  |  |  |
|                               | Giovanni Rosciglione                | L'Ulivo                                  | 44 986  | 38,45 |  |  |  |  |  |
|                               | Salvatore Lombardo                  | Lista Pannella-Sgarbi                    | 9 564   | 8,18  |  |  |  |  |  |
|                               | Francesco Strafalaci                | Noi Siciliani-Fronte Nazionale Siciliano | 3 722   | 3,18  |  |  |  |  |  |
|                               | Camillo Triolo                      | Movimento Sociale Fiamma Tricolore       | 3 033   | 2,59  |  |  |  |  |  |
| Totale                        | Totale                              | Totale                                   | 116 989 | 100   |  |  |  |  |  |
|                               |                                     |                                          |         |       |  |  |  |  |  |
| Voti non validi               | Voti non validi                     | Voti non validi                          | 11 236  | 8,76  |  |  |  |  |  |
| Votanti                       | Votanti                             | Votanti                                  | 128 225 | 72,32 |  |  |  |  |  |
| Elettori                      | Elettori                            | Elettori                                 | 177 302 |       |  |  |  |  |  |
|                               |                                     |                                          |         |       |  |  |  |  |  |
| Data: 21 aprile 1996          |                                     |                                          |         |       |  |  |  |  |  |
| Fonte: Ministero dell'interno |                                     |                                          |         |       |  |  |  |  |  |

### XIV legislatura
|                               | Carlo Michele Vizzini ✔️ Eletto | Casa delle Libertà                   | 60 894  | 49,49 |  |  |  |  |  |
|                               | Costantino Garraffa ✔️ Eletto   | L'Ulivo                              | 41 336  | 33,60 |  |  |  |  |  |
|                               | Giorgio Chinnici                | Democrazia Europea                   | 8 593   | 6,98  |  |  |  |  |  |
|                               | Ermanno Giacalone               | Partito della Rifondazione Comunista | 3 625   | 2,95  |  |  |  |  |  |
|                               | Antonio Imperato                | Lista Di Pietro                      | 3 432   | 2,79  |  |  |  |  |  |
|                               | Aldo Penna                      | Lista Pannella-Bonino                | 2 904   | 2,36  |  |  |  |  |  |
|                               | Salvatore Maltese               | Fronte Nazionale                     | 941     | 0,76  |  |  |  |  |  |
|                               | Vincenzo Domenico Cinà          | Noi Siciliani                        | 667     | 0,54  |  |  |  |  |  |
| Totale                        | Totale                          | Totale                               | 123 041 | 100   |  |  |  |  |  |
|                               |                                 |                                      |         |       |  |  |  |  |  |
| Voti non validi               | Voti non validi                 | Voti non validi                      | 9 705   | 7,31  |  |  |  |  |  |
| Votanti                       | Votanti                         | Votanti                              | 132 746 | 73,91 |  |  |  |  |  |
| Elettori                      | Elettori                        | Elettori                             | 179 612 |       |  |  |  |  |  |
|                               |                                 |                                      |         |       |  |  |  |  |  |
| Data: 13 maggio 2001          |                                 |                                      |         |       |  |  |  |  |  |
| Fonte: Ministero dell'interno |                                 |                                      |         |       |  |  |  |  |  |